# 茜/HATE/Over
「茜/HATE/Over」（アカネ/ヘイト/オーバー）は、ナイトメアの2枚目のシングル。
2003年11月21日に日本クラウンから発売された。トリプルA面シングルである。全4タイプ同時発売。Aタイプ・Bタイプ（ナイトメアバージョン）とCタイプ（コロッケ!バージョン）は1万枚限定であった。

## 収録曲
CD（A・B・C・Dタイプ共通）
1. 茜 [3:55]
作詞：YOMI 作曲：咲人
2. HATE [3:43]
作詞・作曲：RUKA
3. over [4:01]
作詞：YOMI 作曲：咲人
テレビ東京系テレビアニメ「コロッケ!」エンディング・テーマ

## 収録アルバム
| 曲名 | 収録アルバム        | 発売日         | 備考                          |
| ---- | ------------------- | -------------- | ----------------------------- |
| 茜   | 『Ultimate Circus』 | 2003年12月25日 | メジャー1stオリジナルアルバム |
| HATE | 『Ultimate Circus』 | 2003年12月25日 | メジャー1stオリジナルアルバム |
| over | 『Ultimate Circus』 | 2003年12月25日 | メジャー1stオリジナルアルバム |